# Günter Ilgner
Günter Ilgner (* 21. Februar 1926 in Schlesien; † 20. September 2004 in Köln) war als Musikproduzent und Musikverleger eine der einflussreichsten Persönlichkeiten der deutschen Musikindustrie.

## Werdegang
Ilgner begann Anfang der 1950er Jahre als Handelsvertreter für die Deutsche Grammophon in Hannover, bevor er 1955 als lokaler Vertriebsleiter zu Polydor Records in Hannover wechselte. Hier musste er die 20.000 zunächst unverkäuflichen Schellack-Platten eines gewissen Freddy verwalten, die hier von seiner Single Sie hieß Mary Anne / Heimweh seit März 1955 lagerten. Die erste Single dieses neuen Interpreten sollte den Konkurrenten Electrola kontern, die nach Veröffentlichung im Mai 1956 mit der deutschen Version des US-Millionensellers Sixteen Tons in der Fassung von Ralf Bendix bis auf Rang zwei der deutschen Hitparade vordringen konnte. Ilgner schlug der Polydor-Zentrale in Hamburg vor, doch die B-Seite zur A-Seite umzufunktionieren, was allerdings abgelehnt wurde. Im Juni 1956 spielten dann aber deutsche Radiosender vermehrt die B-Seite mit einem derartigen Erfolg, dass Heimweh bis Ende 1956 zum Millionenseller wurde. Durch die Umstellung auf Vinyl wurden dann bis Ende 1958 nochmals zwei Millionen Exemplare umgesetzt.
Im Jahre 1959 gründete Ilgner gemeinsam mit Kurt Feltz und Heinz Gietz eine Musikproduktionsfirma. Danach wechselte er im Juli 1961 für kurze Zeit zur Electrola, um dort die Funktion des Produktionschefs zu übernehmen. Hier traf er eine historische Entscheidung, als er vorschlug, dass die Beatles während ihrer Auftritte in Paris deutsche Fassungen zu She Loves You und I Want To Hold Your Hand aufnehmen sollten. Die deutschen Texte von Heinz Hellmer und Camillo Felgen (unter dem Pseudonym „Nicolas“) wurden hastig mit Otto Demler einstudiert und am 29. Januar 1964 im Pariser EMI-Tonstudio Pathé Marconi auf die Original-Musikspur gelegt. Bereits am 4. Februar 1964 kamen die Aufnahmen als Komm, gib mir Deine Hand / Sie liebt Dich (Odeon #22671) auf den Markt.
Bereits im Oktober 1965 kehrte Ilgner wieder zu Polydor zurück und wurde dort Produktions- und Promotionschef. Im Januar 1967 gründete er zusammen mit seinem Weggefährten Heinz Gietz und Rolf Engleder die Schallplattenfirma Cornet. Zwischenzeitlich übernahm Ilgner im Jahre 1968 den Chefsessel der Deutschen Vogue (1962 bis 1971 als Kölner Tochter des Pariser Plattenlabels Disques Vogue). Zurückgekehrt zu EMI Electrola, nahm er 1969 die Tätigkeit als Programmdirektor auf, übernahm die Funktion des Geschäftsführers der EMI AV und stieg zum stellvertretenden Geschäftsführer der Electrola auf.

## Musikverleger und Künstlerentwickler
Als Ilgner erkannte, dass mit der klassischen Verlagsarbeit auch die Produktionstätigkeit eines Musikverlegers komplementär wurde, erwarb er im Februar 1978 die Musikverlage Dr. Hans Gerig mit Sitz in Bergisch Gladbach bei Köln. Sie zählen heute zu den wenigen großen erfolgreichen, noch im Privatbesitz befindlichen Unternehmen der Musikbranche. Die Musikverlage Hans Gerig haben über 30.000 Titel im Repertoire, darunter große Hits des deutschen Schlagers, aber auch alle großen Kölner Karnevals-Hits. Trotz der nationalen Erfolge dieser Verlagsgruppe hatte Ilgner stets darauf geachtet, dass die guten internationalen Kontakte der Hans Gerig-Verlage weiter ausgebaut werden konnten. Gleichzeitig gründete er 1979 das Plattenlabel Papagayo, das von EMI Electrola vertrieben wurde. 1989 kaufte Ilgner den Harth und Pro Musica Verlag in Leipzig.
Ilgner entdeckte und entwickelte eine Vielzahl von Interpreten. So entdeckte er im Januar 1959 Ted Herold, der seinen Künstlernamen Ilgner verdankt. Freddy Breck (ab 1970 bei Cornet, ab 1977 bei EMI), Andy Borg, BAP, Purple Schulz und Hape Kerkeling zählen zu den wesentlichen Interpreten oder Künstlern, die ihre Karriere teilweise Ilgner zu verdanken haben.
Günter Ilgner war zudem in zahlreichen Gremien ehrenamtlich tätig, darunter im Wertungsausschuss der GEMA und im Medienausschuss der IHK Köln. Im Deutschen Musikverleger-Verband war er über zwei Jahrzehnte hinweg Mitglied in verschiedenen Ausschüssen, so im Fachausschuss für Tonträgerfragen, im Rundfunkausschuss sowie im Ausschuss für U-Musik, den er von 1989 bis 1991 leitete. Während dieser Zeit war er auch Mitglied des DMV-Vorstandes. Im Jahr 2000 verlieh ihm der Verband die Goldene Ehrennadel.

## Familie
Ilgner heiratete im Jahre 2003 die deutsche Schlagersängerin und Moderatorin Ulla Norden. Kurz nach der Hochzeit verstarb Ilgner im Jahre 2004 an den Folgen einer Darm-Operation. Seine Söhne Carsten und Lutz Ilgner führen die Geschäfte der Musikverlage Hans Gerig weiter.